# Microcrambus caracasellus
Microcrambus caracasellus là một loài bướm đêm trong họ Crambidae.